# Niceforo Briennio il Vecchio
Niceforo Briennio il Vecchio (in greco Νικηφόρος Βρυέννιος ο πρεσβύτερος?, Nicephorus Bryennius; fl. XI secolo) è stato un generale bizantino che tentò di usurpare il trono nel tardo XI secolo. I suoi contemporanei lo considerarono il miglior tattico dell'Impero.

## Biografia
Niceforo acquistò costantemente considerazione e rispetto tra i ranghi dei militari, al punto che gli fu affidato un comando importante, da Romano IV, alla battaglia di Manzicerta nel 1071. Al comando dell'ala sinistra dell'esercito bizantino, fu uno dei pochi generali che si comportarono bene nella battaglia.
Nel 1072-1073 fu doux del thema di Bulgaria, dove reintrodusse il controllo bizantino dopo una serie di rivolte, e fu poi elevato alla posizione importante di doux del thema di Durazzo. Intorno al 1077, Niceforo, ormai ex governatore di Durazzo, rimase disgustato del trattato che Michele VII stipulò con i turchi selgiuchidi, nel quale venivano cedute ampie fasce dell'Anatolia, e decise che Michele era inefficace e incapace. La debolezza dell'imperatore, l'avarizia dei suoi principali ministri, e la scoperta che il ministro principale di Michele, Niceforitzes, lo aveva inserito in una lista di persone da assassinare, lo incoraggiarono a tentare di usurpare il trono.

## Ribellione e anni finali
Assemblando un esercito di Traci, Bulgari, Albanesi, Macedoni, Sclavoni, Italiani, Francesi, Uzi e Greci, giunse alle porte di Costantinopoli nel novembre del 1077. Incurante degli abitanti di Costantinopoli, permise alle sue truppe di saccheggiare e bruciare le periferie della città. Il comportamento delle sue truppe produsse un così determinato scontento alle sue affermazioni, che il detestato Michele lo costrinse a togliere l'assedio e a ritirarsi in Tracia, con la scusa di un'incursione dei Peceneghi in Tracia come copertura.
La sua debolezza politica permise a Niceforo III Botaniate di diventare imperatore, il quale offrì a Briennio il titolo di Cesare se si fosse sottomesso a lui. Briennio rifiutò, 
e Botaniate gli inviò contro il giovane Alessio I Comneno alla testa di un esercito composto da cavalleria Greca, Franca e Turca. Nonostante fosse in possesso di un esercito significativamente superiore, alla battaglia di Kalavrye, vicino al fiume Halmyros, Briennio fu sconfitto e catturato. Successivamente venne accecato. Poiché non rappresentava più una minaccia, Niceforo III acconsentì a restituirgli i possedimenti e beni e gli diede nuovi onori. Briennio, apparentemente, si ritirò alla sua base ad Adrianopoli. Nonostante la cecità, guidò la difesa della città contro Cumani, nel 1094/5, guidati da un pretendente che dichiarava essere Costantino Diogene, figlio di Romano IV Diogene, che era morto nel 1073.

## Famiglia
Briennio aveva almeno un figlio. Non è chiaro se il generale e storico Niceforo Briennio, che sposò la figlia dell'imperatore Alessio I Comneno, Anna Comnena, era suo figlio o suo nipote.